# Dżatowie
Dżatowie (hindi: जाट jāṭ) – kasta rolników zamieszkująca tereny północno-zachodnich Indii oraz Pakistanu. W XVII wielokrotnie buntowali się ze zmiennym szczęściem przeciw władzy Aurangzeba. Zostali ostatecznie pokonani w 1772 roku.